# 緊急進入路
緊急進入路（きんきゅうしんにゅうろ）は、高速道路をはじめとする自動車専用道路において、非常時に管理車両や緊急自動車等が沿線の一般道路からアクセスが可能な様に設けられた道路である。

## 概要
災害発生時における非常時の交通の確保のため、あるいは医療施設への患者の搬送時間を短縮するために高速道路等を利用しようとする際、近隣にインターチェンジがないことにより高速道路等が有効に活用されない沿道地域が多く存在する。このため、すぐそばまで一般道路が迫っている地域について、管理車両や緊急車両等に限って一般道路とのアクセスを確保し、高速道路等を有効活用するために設けられたものである。
いずれも通常の料金所などにみられる様な発券装置・ETCゲートなどは設けられておらず、通常は施錠された門扉・フェンスなどにより閉鎖されている。一般の自動車は使用できない。
敷地などの関係で、通常のランプウェイでなくエレベーターを使用している場合もある。

## 設置されている箇所

### 北海道地区
- E5 道央自動車道
  - 三豊緊急避難路[4]（廃止。2007年の虻田洞爺湖ICの移転前に、移転後の虻田洞爺湖ICがあった付近に設けられていた）
  - 東有珠緊急避難路[4]（虻田洞爺湖IC - 伊達IC間）
  - 北有珠緊急避難路[4]（虻田洞爺湖IC - 伊達IC間）
  - 樽前SA[5]（白老IC - 苫小牧西IC間）
  - 高丘BS[5]（苫小牧西IC - 苫小牧東IC間、バスの停車は2018年3月31日をもって終了。現在の苫小牧中央IC付近）
- E5A 札樽自動車道
  - 金山PA[6]（銭函IC - 手稲IC間） - 救急車緊急退出路を兼ねているため「緊急開口部」と称している。北海道立子ども総合医療・療育センターと接続。

### 東北地区
- E4 東北自動車道
花輪SA～十和田IC間。上り線に設置。

### 関東地区
なし

### 中部地区
- E19 中央自動車道
岡谷JCT～伊北IC間。救急車緊急退出路を兼ねているため「緊急車両用出入口」と称している。
- E19 長野自動車道
安曇野IC～麻績IC間。筑北SICに併設。
安曇野IC～麻績IC間。四賀BSに併設。
- E17 関越自動車道
六日町IC～魚沼IC間。
- E49 磐越自動車道
三川IC - 安田IC間。阿賀野川SA下り線に併設。救急車緊急退出路を兼ねているため「緊急車輌出入口」と称している。

### 近畿地区
- E2 山陽自動車道
三木東IC - 三木小野IC間。三木SA上下線に併設。「緊急車輌出入口」と称している。
- E2A 中国自動車道
宝塚IC - 西宮山口JCT間。西宮名塩SA上下線に併設。「緊急車輌出入口」と称している。
- E2A 中国自動車道
加西IC - 福崎IC間。加西SA上下線に併設。「緊急車輌出入口」と称している。
- E42 紀勢自動車道
南紀田辺IC～上富田IC間。救急車緊急退出路専用の為、「緊急車両用出入口」と称している。

### 中国地区
- E76 西瀬戸自動車道
生口島北IC～生口島南IC間。瀬戸田BSに併設。広島県道372号林御寺線から接続。
生口島北IC～生口島南IC間。農免農道伊豆里線から接続。[7]

### 四国地区
- E55 阿南安芸自動車道（日和佐道路）
由岐IC～日和佐出入口間。木岐地区。徳島県道289号赤松由岐線から接続。
由岐IC～日和佐出入口間。北白浜地区1。
由岐IC～日和佐出入口間。北白浜地区2。美波ゆめトンネルから少し由岐寄りにある。[8]
- E76 西瀬戸自動車道
大島北IC～大島南IC間。大島BSに併設。
大島北IC～大島南IC間。奥山農道から接続。
大島北IC～大島南IC間。大島南ICから少し尾道寄りにある。
- E56 松山自動車道
西予宇和IC～三間IC間。歯長トンネルから西予市側にある。[9]

### 九州地区
なし

### 沖縄地区
- E58 沖縄自動車道・屋嘉インターチェンジ（許田インターチェンジ方面入口）